# André Gruchet
André Robert Fernand Gruchet (ur. 17 kwietnia 1933 w Épinay-sur-Seine, zm. 3 maja 2015 w Challans) – francuski kolarz torowy i szosowy, brązowy medalista mistrzostw świata.

## Kariera
Największy sukces w karierze André Gruchet osiągnął w 1959 roku, kiedy zdobył brązowy medal w sprincie indywidualnym amatorów podczas torowych mistrzostw świata w Amsterdamie. W zawodach tych wyprzedzili go jedynie dwaj Włosi: Valentino Gasparella oraz Sante Gaiardoni. W tym samym roku wystartował w sprincie na igrzyskach olimpijskich w Rzymie, gdzie odpadł już w eliminacjach. Cztery lata wcześniej wystąpił na igrzyskach w Melbourne, rywalizację w wyścigu tandemów kończąc na piątej pozycji. W swej koronnej konkurencji zdobył ponadto dwa medale torowych mistrzostw Francji, w tym złoty w 1968 roku. Startował również w wyścigach szosowych, ale bez większych sukcesów.